# Gaston Méliès
Gaston Méliès (París, 12 de febrer de 1852 - Ajaccio, Còrsega; 9 d'abril de 1915) va ser un productor i director cinematogràfic francès, la carrera del qual va transcórrer principalment als Estats Units en l'època del cinema mut. Era germà del famós director Georges Méliès.

## Biografia
Nascut a París, França, Gaston i el tercer i major dels germans Méliès, Henri, dirigien una fàbrica de sabates de la família a París. El Ministeri Francès de la Guerra tenia un contracte amb ells que els facilitava uns destacats ingressos. Desafortunadament, el preu del cuir va pujar de manera abrupta, i van ser incapaces de cobrir el seu cost. La fàbrica va tancar i els Méliès van perdre el seu negoci.
Georges Méliès havia produït pel·lícules a França, que van arribar a ser populars per tot el món. No obstant això, alguns distribuïdors van començar a piratejar el treball de Méliès, especialment als Estats Units. Per aquesta raó, Georges Méliès va demanar al seu germà Gaston viatjar als Estats Units i custodiar els dret d'autor de Georges.
Gaston Méliès va arribar a Nova York en 1902, formant la branca americana de la Star Film Company, i va començar a distribuir els films del seu germà. En 1903, Gaston va començar ell mateix a rodar pel·lícules, la majoria documentals, encara que aquestes produccions no van tenir èxit.
A l'estiu de 1907, Gaston Méliès va tornar a França per a treballar en negocis al costat de Georges. L'11 de setembre de 1907 es va casar amb Hortense-Louise de Mirmont, germana gran de l'esposa de Lucien Reulos, que era un dels primers col·laboradors de Georges Méliès. La parella va deixar París pocs dies després de casar-se, i van viatjar des de Le Havre a Nova York en el vaixell La Savoie, arribant als Estats Units el 28 de setembre de 1907.
Amb la necessitat de passar uns invierons més càlids per a poder rodar durant tot l'any, Méliès va traslladar la seu de la Star Film Company a San Antonio (Texas), i va arrendar vint acres de terres, incloent-hi una casa de dues plantes i un gran graner, que es van convertir en l'estudi cinematogràfic "Star Film Ranch". Va actuar en dos dels seus films, encarnant a un sacerdot a The Immortal Alamo (1911) i The Kiss of Mary Jane (1911). L'abril del 1911, Gaston va portar la companyia a Santa Paula (Califòrnia), seguint la tendència d'altres estudis de treballar a Califòrnia.
En 1912 i 1913, Méliès va viatjar amb la seva família i un equip de cineastes de més de 20 persones al Pacífic Sud, Nova Zelanda, Austràlia, Tahití, Sud-est Asiàtic i Japó, buscant temes exòtics per a les seves pel·lícules. A l'estiu de 1912 i durant part de 1913, Méliès va manar material rodat al seu fill a Nova York, però sovint estava en mal estat o no era utilitzable. Finalment, Méliès no va poder complir amb els compromisos signats per Star Film amb la companyia de Thomas Edison, va perdre 50.000 dòlars i va haver de parar la producció. De nou a Califòrnia, va vendre la branca americana de Star Films a Vitagraph Studios, i va tornar a Europa. Ell i el seu germà Georges (que culpava a Gaston de les seves pròpies dificultats financeres) no van tornar a parlar-se mai més.
Méliès i la seva esposa es van mudar a Còrsega l'hivern de 1913. Ell va morir a Ajaccio el 9 d'abril de 1915 a causa d'una intoxicació alimentària per marisc. Va ser enterrat al Cementiri Saint-Vincent de Montmartre, París, en una tomba que pertanyia a la família de la seva segona esposa, De Mirmont.

## Filmografia
Tret que s'afirmi el contrari, la següent informació s'adapta de la recerca de Paul Hammond. Tots els films van ser estrenats per Star Film Company.

### 1903–1909
En la següent taula, "SFC" es refereix als números utilitzats en les llistes de pel·lícules del catàleg de Star Film Company; la recerca de Hammond identifica els números del catàleg dels tres primers títols de Gaston Méliès. La longitud de les pel·lícules s'expressa en metres i peus.
| SFC       | Data d'estrena   | Títol | Longitud        | Notes                                                  |
| --------- | ---------------- | --- | --------------- | ------------------------------------------------------ |
| 482A      | Agost de 1903    | The Yacht Race (Reliance–Shamrock III)                                                                           | 43 m/140 peus   | Títol francès: Une Course de yachts                    |
| 668A      | Febrer de 1905   | Inauguration Subjects: President-Elect Roosevelt, Vice-President-Elect Fairbanks and Escort Going to the Capitol | 45 m/146 peus   | Considerat com a notable per l'American Film Institute |
| 1114–1115 | Maig de 1908     | The Catholic Centennial Celebration                                                                              | 292 m/950 peus  |                                                        |
| —         | Juny de 1908     | Pageant, Dedication, Festival                                                                                    | Desconeguda     | Títol al Regne Unit: Boston Normal School Pageant      |
| —         | Octubre de 1909  | The Stolen Wireless                                                                                              | 289 m/915 peus  |                                                        |
| —         | Novembre de 1909 | The Red Star Inn                                                                                                 | 307 m/1000 peis |                                                        |
| —         | Desembre de 1909 | The Fatal Ball                                                                                                   | 307 m/1000 peus |                                                        |

### 1910–1912
Les següents cintes, totes elles curtmetratges, van ser rodades entre el 7 d'abril de 1910 i el 25 de juliol de 1912 a Texas i Califòrnia.
- Cyclone Pete in Matrimony
- Making Sherry Wine at Xeres
- Branding the Thief
- The Seal of the Church
- The First Born
- The Lover's Oracle
- Trawlers Fishing in a Hurricane
- The Story of Old Mexico
- Volcanic Eruptions
- The Rival Miners
- The Debt Repaid
- Indian Drama
- Speed Versus Death
- A Thrilling Race Against Time
- A Race for a Bride
- A Rough Night on the Bridge
- The Palefaced Princess'
- The Padre's Secret
- Love's C. Q. D.
- A Texas Joke
- White Doe's Lovers
- The Stranded Actor
- The Ruling Passion
- The Little Preacher
- The Golden Secret
- A Postal Substitute
- The Woman in the Case
- Mrs. Bargainday's Baby
- The Return to To-Wa-Wa
- The Winning Way
- The Romance of Circle Ranch
- Won in the Fifth
- In the Mission Shadows
- The Salt on the Bird's Tail
- A Plucky American Girl
- Bill's Sister
- Baseball That's All
- Out of Mischief
- Uncle Jim
- Under the Stars and Bars
- Birthday Cigars
- Generous Customers
- A Mountain Wife
- His Sergeant's Stripes
- The Cowboy and the Bachelor Girl
- Pals
- What Great Bear Learned
- Old Norris' Gal
- A Western Welcome
- In the Tall Grass Country
- The Crimson Scars
- The Owner of the "LL" Ranch
- Changing Cooks
- How Mary Met the Cowpunchers
- Only a Sister
- Tony the Greaser
- Billy and his Pal
- My Prairie Flower
- In the Hot Lands
- The Snake in the Grass
- The Schoolmarm of Coyote Country
- Sir Percy and the Punchers
- The Warrant for Red Rube
- Her Faithful Heart
- Jack Wilson's Last Deal
- An Unwilling Cowboy
- The Reformation of Jack Robins
- Mary's Stratagem
- The Spring Round-Up
- The Redemption of Rawhide
- The Immortal Alamo
- In Time for Press
- Her Spoiled Boy
- When the Tables Turned
- The Kiss of Mary Jane
- The Honor of the Flag
- Right of Way
- The Great Heart of the West
- The Strike at the Gringo
- Bessie's Ride
- At the Gringo Mine
- Red Cloud's Secret
- His Terrible Lesson
- The Local Bully
- Two Foolies and their Follies
- A Spanish Love Song
- The Call of the Wilderness
- A Shattered Dream
- $200.00
- The Mission Waif
- The Hobo Cowboy
- The Stolen Grey
- Tommy's Rocking Horse
- The Cross of Pearls
- The Gypsy Bride
- Right or Wrong
- Mexican As It Is Spoken
- The Spur of Necessity
- The Miser Miner
- An Oil County Romance
- The Reason Why
- A Western Girl
- The Better Man
- The Mission Father
- The Ranch Man's Debt of Honor
- A Woman's Gratitude
- Roped In
- Alice's Choice
- The Outlaw and the Baby
- The Mortgage
- Cowboy Vs Tenderfoot
- Dodging the Sheriff
- Smiling Bob
- Melita's Ruse
- The Swastika
- All Is Fair
- The Rustler's Daughter
- Oil
- The Sheriff's Daughter
- Troubles of the XL Outfit
- The Remittance Man
- A Man Worth While
- Wanted—A Wife
- The Ghost of Sulphur Mountain
- True Till Death
- A Cowboy's Proposal
- Finding the "Last Chance" Mine
- Widowers Three
- Making Good
- Ghosts at Circle X Camp
- Two Loves
- A Woman's Way
- The Cowboy Kid
- The Man Inside
- A String of Beads

### 1912–1913
Les següents cintes són les realitzades entre juliol de 1912 i maig de 1913 per Méliès en els seus viatges pel Pacífic.
- The Misfortunes of Mr. and Mrs. Mott on Their Trip to Tahiti
- A Tale of Old Tahiti
- Unmasked by a Kanaka
- A Ballad of the South Seas
- The Upa Upa Dance
- The River Wanganui
- A Tahitian Fish Drive
- Hinemoa[7]
- How Chief Te Ponga Won His Bride
- Loved by a Maori Chieftess[7]
- Captured by Boomerang Throwers
- The Golden Gullen
- The Black Trackers
- The Foster Brothers
- Gold and the Gilded Way
- The Stolen Claim
- The Lure of the Sacred Pearl
- It Happened in Java
- Javanese Dancers
- Snapshots of Java
- Views of Samarang
- Native Industries of Java
- The Robber of Angkor
- A Cambodian Idyll
- Lost in Cambodia
- The Poisoned Darts
- His Chinese Friend
- A Chinese Funeral
- The Yellow Slave
- The Rice Industry in Japan
- Temples of Japan
- A Japanese Wedding
- Japanese Judo Commonly Known as Jiu Jitsu